# Jiráskovo gymnázium Resslova
Jiráskovo gymnázium Resslova (dříve C. k. vyšší gymnasium v Žitné ul. v Praze) je bývalá střední škola v Praze 2 v Resslově ulici čp. 308/II. Na této adrese sídlila v letech 1916-1950, v letech 1951–1989 celá budova sloužila pro Základní devítiletou školu. Od roku 1991 je sídlem Základní školy a část budovy využívají vyšší soukromé školy.

## Historie v Žitné ulici
Reálné gymnázium bylo založeno roku 1880 v domě čp. 566/II v Žitné ulici na základě Nejvyššího rozhodnutí Jeho císařského a královského Veličenstva Františka Josefa I. ze dne 25. září 1880. Nejdříve to bylo jen nižší gymnázium, otevřené školním rokem 1881/1882 se 304 žáky. Vyučovacím jazykem byla čeština.
Školním rokem 1884/1885 se škola začala rozšiřovat na vyšší gymnázium, když otevřela pátou třídu. Potom každý rok přibývala jedna třída, až se roku 1888 stalo gymnázium úplným a definitivním, a to na základě Nejvyššího rozhodnutí ze dne 29. července 1887. Pro nedostatek prostoru pro pět tříd musely být pronajaty místnosti v domě čp. 1670–II. v téže ulici Žitné.
Pro školní rok 1887/1888 bylo přijato 570 veřejných žáků a 2 privatisté: do vyššího oddělení 172, do nižšího 400. V ten rok bylo otevřeno pět paralelek a celkem bylo ve škole 13 tříd.

## Historie v Resslově ulici
Protože stávající prostory škole nedostačovaly, požádala ministerstvo o novou budovu. Roku 1907 jí bylo vyhověno. Novou budovu v letech 1910-1914 navrhl a postavil architekt a stavitel Ivan Vaníček ve stylu geometrické secese. Začalo se v ní vyučovat 4. prosince 1916. Roku 1921 byl ústav přejmenován na „Jiráskovo gymnasium v Praze 2“. Stalo se tak k příležitosti 40. výročí vzniku školy a k výročí 70. narozenin Aloise Jiráska, který na gymnasiu v Žitné ulici vyučoval dějepis.. Do ředitelny školy byl při této slavnosti umístěn portrét poloviční postavy Aloise Jiráska, olejomalba v životní velikosti.
V říjnu 1943 budovu školy zabrala německá armáda. Azyl jí poskytlo gymnázium v Ječné, kde se poté učilo na dvě směny. Škola zde zůstala až do 10. října 1946, kdy se vrátila do své opravené budovy.

## Názvy školy
Název školy se v průběhu let měnil:
- C. k. vyšší gymnasium v Žitné ul. v Praze (čp.566/18)[pozn. 1][7]
- Jiráskovo gymnasium Praha II. – Nové Město, Resslova 10

## Učitelé a absolventi
Ředitelé
- Antonín Tille – 1881, brzy poté c. k. školní inspektor zemský
- Karel Tieftrunk (1882–1891)
- František Grešl (1892–1906)
- František Bayer (1907–1925), přírodovědec
- Rudolf Kníže (1926-po 1931), filolog, ruský legionář

Učitelé
v Žitné ulici:
- Čeněk Vyhnis, František Čáda starší, Josef Ladislav Píč, František Drtina, Alois Jirásek (1888–1909), Arnošt Kraus, František Groh, Jiří Stanislav Guth-Jarkovský, František Machát, Julius Glücklich (1904–1906), Vlastimil Kybal (do 1905), Otakar Zich (od 1906, matematika, fyzika).

v Resslově ulici:
- ak. mal. Emanuel Knížek (1889-1959); 1928-po 1931, kreslení), Ferdinand Pelikán (1925-1931), Viktor Kripner (kolem 1930-1931 čeština), František Kutnar, Jakub Pavel (1930-1942 dějepis), František Šrajer, Felix Vodička.

Absolventi
v Žitné ulici:
- Ivan Hálek, Václav Felix, Viktor Dyk, Kamil Fiala, Otakar Theer, Karel Guth, Jan Havlasa, Jan Květ, Jaroslav Drábek, František Lexa (1876), Jan Soukup (etnograf) (1884), Václav Vojtíšek, Václav Neumann (1902), Miloš Čtrnáctý, Bohuslav Slavík, Karel Pešek.

v Resslově ulici:
- Michael Čakrt, Jiří Čarek, Jaroslav Lobkowicz starší, Gideon Klein.